# Chiochiș
Chiochiș (en hongrois : Kékes) est une commune du județ de Bistrița-Năsăud en Transylvanie (Roumanie).